# Final do Campeonato Mundial de Clubes da FIFA de 2000
A final do Campeonato Mundial de Clubes da FIFA de 2000 foi disputada em 14 de janeiro de 2000, entre Corinthians e Vasco da Gama, ambos do Brasil.
Após um 0–0 que durou até o final da prorrogação, o Corinthians sagrou-se campeão na disputa por pênaltis, quando venceu por 4–3 e conquistou o primeiro Campeonato Mundial de Clubes da FIFA. A arbitragem foi do neerlandês Dick Jol.

## Detalhes da partida
| 14 de janeiro de 2000 | Vasco da Gama | 0–0 (pro.) | Corinthians | Estádio do Maracanã, Rio de Janeiro |
| 20:00                 |               |            |             | Público: 73,000 Árbitro: Dick Jol   |

|                                              |     | Penalidades                                          |  |
| Romário Alex Oliveira Gilberto Viola Edmundo | 3–4 | Rincón Fernando Baiano Luizão Edu Marcelinho Carioca |  |

| Vasco da Gama | Corinthians |

| VASCO:                                                               |    |                      |      |      |
|                                                                      |    |                      |      |      |
| G                                                                    | 12 | Helton               |      |      |
| LD                                                                   | 15 | Paulo Miranda        | 54'  |      |
| Z                                                                    | 3  | Odvan                |      |      |
| Z                                                                    | 4  | Mauro Galvão         |      |      |
| LE                                                                   | 13 | Gilberto             |      |      |
| V                                                                    | 5  | Amaral               | 33'  |      |
| M                                                                    | 8  | Juninho Pernambucano | 96'  |      |
| M                                                                    | 6  | Felipe               | 102' |      |
| M                                                                    | 9  | Ramon                | 16'  | 111' |
| A                                                                    | 10 | Edmundo (c)          | 98'  |      |
| A                                                                    | 11 | Romário              |      |      |
| Substituições:                                                       |    |                      |      |      |
| G                                                                    | 1  | Carlos Germano       |      |      |
| G                                                                    | 20 | Márcio               |      |      |
| LD                                                                   | 2  | Jorginho             |      |      |
| Z                                                                    | 14 | Alexandre Torres     |      |      |
| Z                                                                    | 17 | Júnior Baiano        |      |      |
| Z                                                                    | 18 | Válber               |      |      |
| Z                                                                    | 22 | Valkmar              |      |      |
| V                                                                    | 21 | Nasa                 |      |      |
| M                                                                    | 16 | Pedrinho             |      |      |
| M                                                                    | 23 | Alex Oliveira        | 102' |      |
| A                                                                    | 7  | Donizete             | 111' |      |
| A                                                                    | 19 | Viola                | 96'  |      |
| Treinador:                                                           |    |                      |      |      |
| Antônio Lopes Assistentes de arbitragem: Jens Larsen Fernando Cresci |    |                      |      |      |

| CORINTHIANS:        |    |                    |      |
|                     |    |                    |      |
| G                   | 1  | Dida               |      |
| LD                  | 2  | Índio              | 97'  |
| Z                   | 3  | Adílson            | 75'  |
| Z                   | 16 | Fábio Luciano      |      |
| LE                  | 6  | Kléber             |      |
| V                   | 5  | Vampeta            | 91'  |
| V                   | 8  | Freddy Rincón (c)  | 43'  |
| M                   | 7  | Marcelinho Carioca |      |
| M                   | 11 | Ricardinho         | 45'  |
| AT                  | 10 | Edílson            | 113' |
| AT                  | 9  | Luizão             | 113' |
| Substituições:      |    |                    |      |
| G                   | 12 | Maurício           |      |
| G                   | 15 | Yamada             |      |
| LD                  | 13 | Daniel             |      |
| Z                   | 4  | João Carlos        |      |
| Z                   | 14 | Márcio Costa       |      |
| LE                  | 19 | Augusto            |      |
| V                   | 20 | Edu                | 45'  |
| V                   | 21 | Marcos Senna       |      |
| V                   | 23 | Gilmar             | 91'  |
| A                   | 17 | Fernando Baiano    | 113' |
| A                   | 18 | Dinei              |      |
| A                   | 22 | Luís Mário         |      |
| Treinador:          |    |                    |      |
| Oswaldo de Oliveira |    |                    |      |

## Campeão
| Campeonato Mundial de Clubes da FIFA de 2000 |
| -------------------------------------------- |
| Sport Club Corinthians Paulista (1º título)  |